# ساندی حسین
ساندی عادل احمد حسین (عربی: ساندي عادل أحمد حسين؛ زادهٔ ۲۲ آوریل ۱۹۸۶) خواننده و موسیقی‌دان اهل مصر است. وی از سال ۲۰۰۶ میلادی تاکنون مشغول فعالیت بوده‌است.